# روبرت إس. إلوود
روبرت إس. إلوود (بالإنجليزية: Robert S. Ellwood)‏ هو كاتب أمريكي، ولد في يوليو 1933 في نورمال في الولايات المتحدة.

## وصلات خارجية
- الموقع الرسمي